# Lina Maria Becker
Lina Maria Becker (* 22. März 1898 in Hannover; † 3. November 1975 in Bremen) war eine deutsche Politikerin der Kommunistischen Partei Deutschlands (KPD). Sie war von 1924 bis 1927 Mitglied der Hamburgischen Bürgerschaft.

## Leben
Becker war die Schwester von Ernst Becker und Karl Albin Becker und war seit 1922 mit Emil Unfried (1892–1949) verheiratet, die ebenfalls in der KPD aktiv waren. Sie trat 1918 in die Partei ein und lebte in Hamburg. Von 1924 bis 1927 gehörte Becker der Hamburgischen Bürgerschaft an und war Mitglied der KPD-Fraktion. Später zog sie nach Berlin. Da Becker wie ihre Brüder und ihr Mann dem rechten Flügel der KPD nahestand und dem ultralinken Kurs der KPD-Führung Anfang der 1930er Jahre kritisch gegenüber stand, zog sie sich zurück und trat politisch nicht mehr in Erscheinung. Durch den Kinobesitz ihres Mannes lebte sie bis zu ihrem Tod wohlhabend in Bremen.
Sie starb 1975 im Alter von 77 Jahren in einem Bremer Krankenhaus.